# Crypturellus
Crypturellus és un gènere d'ocells de la família dels tinàmids, habitant principalment de la selva humida, però també medis més oberts, a la zona neotropical.

## Taxonomia
Se n'han descrit 21 espècies dins aquest gènere.
- Crypturellus atrocapillus - Tinamú de capell.
- Crypturellus bartletti - Tinamú de Bartlett.
- Crypturellus berlepschi - Tinamú de Berlepsch.
- Crypturellus boucardi - Tinamú pissarrós.
- Crypturellus brevirostris - Tinamú rovellat.
- Crypturellus casiquiare - Tinamú barrat.
- Crypturellus cinereus - Tinamú cendrós.
- Crypturellus cinnamomeus - Tinamú canyella.
- Crypturellus duidae - Tinamú camagrís.
- Crypturellus erythropus - Tinamú cama-roig.
- Crypturellus kerriae - Tinamú del Chocó.
- Crypturellus noctivagus - Tinamú camagroc.
- Crypturellus obsoletus - Tinamú bru.
- Crypturellus parvirostris - Tinamú beccurt.
- Crypturellus ptaritepui - Tinamú dels tepuis.
- Crypturellus soui - Tinamú petit.
- Crypturellus strigulosus - Tinamú del Brasil.
- Crypturellus tataupa - Tinamú tataupà.
- Crypturellus transfasciatus - Tinamú cellut.
- Crypturellus undulatus - Tinamú ondulat.
- Crypturellus variegatus - Tinamú bigarrat.